# 松乃木大明神

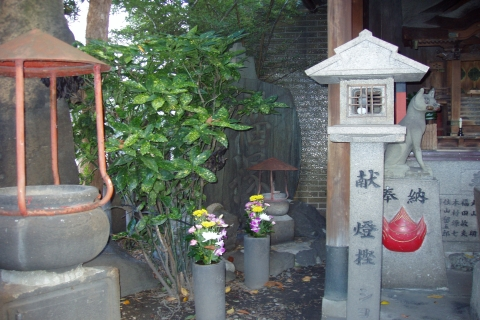
猫塚

松乃木大明神（まつのきだいみょうじん）は、大阪府大阪市西成区にある神社。境内にある「猫塚」が知られている。

## 歴史
1901年（明治34年）に創建。
境内にある「猫塚」は、三味線の胴のかたちをしているのが特徴である。付近にはたくさんの芸者や芸人がおり、三味線は芸事に欠かせないものであった。当時、三味線の胴は猫の皮が使用されており、その猫の供養のために遊芸関係者によりこの猫塚は建てられた。
また境内には近松門左衛門の碑が建てられており、毎年11月22日と11月23日に今池本通商店会により近松猫塚芸能祭を開催している。

## 祭神
- 松乃木大明神

## 交通
- 南海高野線「萩ノ茶屋駅」より徒歩で約1分。
- Osaka Metro堺筋線「動物園前駅」より徒歩で約1分。